# متحف سنغافورة للفنون
متحف سنغافورة للفنون هو متحف فني يقع في منطقة داونتاون كور في سنغافورة. كان سابقًا مدرسة كاثوليكية من القرن التاسع عشر، وهو أول متحف للفنون البصرية المعاصرة مخصص بالكامل في سنغافورة مع واحدة من أهم المجموعات في العالم لفنانين محليين وجنوب شرق وشرق آسيا. يتعاون مع متاحف فنية دولية للمشاركة في تنظيم معارض الفن المعاصر.
يتكون المتحف من موقعين متجاورين. المبنى الرئيسي، الذي يعود تاريخه إلى عام 1955 هو مؤسسة القديس يوسف السابقة على طريق براس باساه، المبنى الثاني المعروف باسم «سام في 8Q» كان المدرسة الثانوية الكاثوليكية السابقة في شارع الملكة. المتحف بتنظيم بينالي سنغافورة في عام 2011، 2013، 2016، 2019، وسوف تستمر في القيام بذلك في عام 2022.

## تاريخ
افتتح رسميًا في 20 يناير 1996، متحف سنغافورة للفنون هو أحد المتاحف الفنية الأولى مع مرافق وبرامج المتاحف ذات المعايير الدولية في جنوب شرق آسيا. تأسَّس المتحف، الذي كان يُعرف آنذاك باسم متحف الفنون الجميلة، من مشروع قام به المتحف الوطني لإنشاء منطقة من خمسة متاحف في المدينة. تُعرف المتاحف الأربعة الأخرى التي تشكل المنطقة باسم متحف سنغافورة التاريخي ومتحف الحضارات الآسيوية ومتحف الشعب ومتحف الأطفال. بدأ مشروع متحف الفنون الجميلة بترميم مبنى مؤسسة القديس يوسف السابق. في الوقت نفسه، تم الإعلان عن تعيين الفنان والجراح إيرل لو لرئاسة مجلس متحف الفنون الجميلة المكون من 11 عضوًا في 18 يوليو 1992، من قبل وزير الدولة (الإعلام والفنون والتعليم)، كير سين تزي. تم تكليف مجلس المتحف بالحصول على أعمال فنية من قبل رسامين بارزين من جنوب شرق آسيا وشرق آسيا، ومن قبل فنانين قادمون من هذه المناطق. عمل لو تشاك تيو، مصرفي متقاعد وجامع أعمال فني بارز، كمستشار متحف، جنبًا إلى جنب مع شيرلي لو ليم، نائبة مدير متحف سنغافورة الوطني كنائبة لرئيس مجلس الإدارة. قام كل من جاه مين وهو كوك هوه ولي سينغ تي وأرثور ليم وتي كاي ساباثي وساركاسي سايد وسوم يوكي كيت ووي شوي هينغ وخريجي سنغافورة البوليتكنيك وياب-وانغ وهي يونغ بتشكيل بقية مجلس إدارة المتحف.
استغرقت أعمال ترميم النصب التذكاري الوطني الذي كان عمره آنذاك 140 عامًا أكثر من عامين بتكلفة 30 مليون دولارًا سنغافوريًا. فتحت أبوابها لأول مرة للجمهور باسم متحف سنغافورة للفنون في 20 أكتوبر 1995. كان أول تركيب الفن وS 90000 $، 7 م (23 قدم) ارتفاعه سواروفسكي الكريستال الثريا عند مدخل المتحف الرئيسي. يزن 325 كيلوغرامًا واستغرق صنعه أكثر من ثلاثة أشهر. تم افتتاح المتحف رسميًا من قبل رئيس وزراء سنغافورة، جوه تشوك تونج في 20 يناير 1996. في خطابه الافتتاحي، تصور المتحف الجديد، جنبًا إلى جنب مع المتاحف الأربعة الأخرى في منطقة الفنون والتراث ومركز الفنون، لمساعدة سنغافورة في إعادة تمثيل دورها التاريخي كمركز لتجارة الأعمال للفنون والثقافة والحضارة والأفكار من أجل شعوب المنطقة الآسيوية وبقية العالم.
في عام 2019، أغلق المتحف لتجديد ثانٍ سيضيف مساحة ومرافق مع الحفاظ على العمارة التراثية للمباني القديمة. يتم دعم التطوير بقيمة 90 مليون دولار من قبل وزارة الثقافة والمجتمع والشباب (MCCY) وتوتي بورد. خلال هذه الفترة، ستستمر المعارض والفعاليات في الأماكن الشريكة والمساحات المجتمعية. سيتم الانتهاء من التجديد في عام 2022.

## الموقع والمرافق
يقع متحف سنغافورة للفنون في قلب منطقة الفنون والثقافة في سنغافورة، جنبًا إلى جنب مع كبرى مؤسسات الفنون المسرحية والفنون البصرية في سنغافورة: أكاديمية نانيانغ للفنون الجميلة، وكلية لاسال للفنون، ومركز ستامفورد للفنون، ومركز سيليجي للفنون، ومركز سنغافورة للخط، واي إم سي آرتس سنتر، وسكول أوف آرتس.
بالإضافة إلى مبنى المتحف الرئيسي، تحتفظ متحف سنغافورة للفنون بملحق في كوين ستريت 8 (بالإنجليزية: 8 Queen Street)‏، متحف سنغافورة للفنون في 8Q، والذي يعرض أيضًا مجموعة متحف سنغافورة للفنون الدائمة للفن المعاصر، بالإضافة إلى الأعمال الفنية المعاصرة المفوضة حديثًا. يمكن الوصول إلى متحف سنغافورة للفنون من خلال أنظمة النقل العام الرئيسية مثل الحافلات العامة وخدمات مترو الأنفاق وسيارات الأجرة. يقع متحف سنغافورة للفنون على بعد دقيقتين سيرًا على الأقدام من محطتي براس باساه أو بنكولون إم آر تي، و 10 دقائق سيرًا على الأقدام من محطات بوجيس أو دوبي غوت أو سيتي هال إم آر تي.

## المجموعات
يتمثل نهج متحف سنغافورة للفنون في تقديم الأعمال المنسقة من المجموعة الدائمة جنبًا إلى جنب مع المعارض المتغيرة، لتقديم تجربة جمالية شاملة للفن الآسيوي المعاصر. منذ عام 2001، بدأ المتحف في الحصول على الأعمال وقبول التبرعات من جميع أنحاء المنطقة، بما في ذلك الفنانين الإقليميين المعاصرين مثل شياو شاي-هيانغ ودين لو وناتي أوتريت ونجي لاي وسوزان فيكتور وتيتارابي.
كما يشترك المتحف بانتظام مع المؤسسات الفنية الرائدة الأخرى في تنظيم المعارض وإنتاجها، مثل التعاون مع متحف يوكوهاما للفنون من أجل الحركة الثابتة: فاتورة ثلاثية على الصورة، متحف طوكيو للفن المعاصر لـ ترانس-كول طوكيو (يبرز أعمال الفنانين اليابانيين مثل يايوي كوساما وياسوماسا موريمورا)، تاريخ مع مركز بومبيدو ( بيل فيولا، جان لوك جودار، بروس نومان ).
ينظم المتحف بانتظام معارض وفعاليات فنية معاصرة. على سبيل المثال، تمت دعوة الفنان الفرنسي ستيفان بلانكيه مرتين لتقديم أعمال التركيبات. مرة واحدة، لمهرجان أضواء ليلة في عام 2012، مع غابة مشوهة،، ومرة لحدائق الفن في عام 2013، مع الأحلام لامعة في العمق ". قدم الفنان الفرنسي إيمانويل جيلود نسخة في الموقع من عمله التركيبي حتى تشرق الشمس في عام 2011.

## الخلافات
كان لدى متحف سنغافورة للفنون العديد من الخلافات المتعلقة بالرقابة. في عام 2008، استضافت متحف سنغافورة للفنون آي أر إكس 5 (التبادل الإقليمي للفنانين) حيث تمت إزالة أعمال الفنان والرسام الكاريكاتوري من هونج كونج زونزي، ليز جاردن، من جدران المتحف من قبل موظفيها. تألف العمل من رسم كاريكاتوري لرئيس الوزراء جوه تشوك تونغ وهو يرتدي معدات مكافحة الآفات، حيث يربت على ظهره الوزير الكبير ورئيس الوزراء السابق لي كوان يو. هذه الرقابة تمت دون استشارة الفنانة أو إخطارها، وأثارت عاصفة نارية دبلوماسية وإعلامية.
في أواخر عام 2011، وبعد معاينة خاصة، أزالت متحف سنغافورة للفنون أعمال الفنان الياباني البريطاني سيمون فوجيوارا، مرحبًا بك في فندق مونبر. القطعة، التي كانت جزءًا من معرض نظمه المجلس الوطني للفنون في عام 2010، تضمنت محتوى مثلي الجنس. على الرغم من الإخطارات الاستشارية التي قدمها المتحف وبينالي سنغافورة، تم حذف العمل دون أي استشارة أو إخطار من الفنان بعد ضغوط من قبل الجماعات المحافظة.

## المؤلفات
- بينالي سنغافورة 2013: إذا تغير العالم،(ردمك 978-981-07-8026-5)
- غدًا، اليوم: الفن المعاصر من متحف سنغافورة للفنون (2009-2011)،(ردمك 978-981-07-1880-0)
- هل تخاف من الفن المعاصر؟ بواسطة فينسينت ليو،(ردمك 978-981-07-1029-3)

## روابط خارجية
- الموقع الرسمي
- متحف سنغافورة للفنون في معهد جوجل الثقافي